# Negești
Negești románul: Negești, falu Romániában, Erdélyben, Fehér megyében. Közigazgatásilag Aranyosfő községhez tartozik.

## Fekvése
Sfoartea mellett fekvő település.

## Története
Negeşti korábban Sfoartea része volt, 1956-ban vált külön 276 lakossal.
1966-ban 300, 1977-ben 282, 1992-ben 183, a 2002-es népszámláláskor 151 román lakosa volt.